# 周以敬
周以敬（1527年—？），字用涵，江西廣信府上饒縣人，民籍，明朝政治人物。

## 生平
江西鄉試第四十五名舉人。嘉靖四十一年（1562年）中式壬戌科會試第五十七名，三甲第二百零六名進士。授行人，隆慶二年（1568年）五月选授陕西道监察御史，三年巡按陕西延绥，四年三月升廣東按察司佥事，十月考察不及降调。

## 家族
曾祖周俊章；祖父周吉；父周栗，母張氏。永感下。兄周以誠。